# Corydoras sodalis
Corydoras sodalis es una especie de pez de la familia Callichthyidae en el orden de los Siluriformes.

## Morfología
• Los machos pueden llegar alcanzar los 4,9 cm de longitud total.

## Distribución geográfica
Se encuentran en Sudamérica: río Amazonas en Perú (Departamento de Loreto) y Brasil.